# Томицца, Фульвио
Фульвио Томицца (итал. Fulvio Tomizza; 26 января 1935, Юрикани — 21 мая 1999, Триест) — итальянский писатель и журналист.

## Биография
Родился в Джуриццани-ди-Матерада(Сейчас Юрикани в Хорватии) в Истрии в семье среднего достатка. Его матерью была Маргерита Франк Тренто, родившаяся в бедной семье словенского происхождения. Его отец, Фердинандо, как сообщается, был из семьи итальянского происхождения из Южной Далмации. 
Одного из его предков звали Зорци Джуриццано (Юре Юркан) он спасался от вторжения Османской империи на Истрийском полуострове в XVI веке.
Рос в области, с венецианским диалектом, который был смешан со словенским.
Окончил среднюю школу в итальянском лицее «Карло Комби» в Каподистрии (ныне Копер, Словения). После получения диплома он получил опыт учёбы и работы в Югославии учась на факультете гуманитарных наук по специальности романская литература в Белграде.
После окончания университета, он поехал в Любляну, там он работал под руководством чешского режиссёра Франтишека Чапа, где они снимали фильм «Решающие минуты», представленным на Венецианском кинофестивале в 1955 году.
После аннексии Зоны B Свободной территории Триеста Югославией в 1954 году он переехал в Триест.
Вскоре после переезда работал там редактором в местной новостной радиостанции.
В 1960 году он опубликовал свой первый роман «Матерада», названный в честь его родного города. После публикации роман был весьма положительно воспринят итальянскими литературными критиками и получил высокую оценку в разделах об искусстве всех крупных ежедневных газет.
В настоящее время литературные критики считают его классиком истрийской литературы.
Большая часть его писательской карьеры прошла в Триесте, там он написал три книги (Materada, La miglior vita, La quinta stagione), действие которых происходит в Истрии в период его юности.
Другие произведения включают в себя фигуру епископа-реформатора Пьера Паоло Верджерио, а также жизнь изгнанных истрийцев в Италии. Некоторые события, его романов, касающиеся жизни словенской общины в Италии.
В одном из его романов героями является пара, загадочно убитая во время Второй мировой войны в Триесте, и параллельно с этим происходит любовная линия между итальянским чиновником и словенской девушкой. 
Каждая история написаная им основана на фактах, в основе которых использованы оригинальны писем, несколько художественных произведений, действие которых происходит на венецианской территории.
Статьи Томиццы являються результатом поездок в качестве репортера. Репортажи подготовленые им лягли в основу одной из книг под названием Poi venne Cernobyl (Потом был Чернобыль).  В ней описаны переживаний жертв последствия аварии на Чернобыльской АЭС в 1986 и её влияние на жизнь и сознание людей. Затрагивает темы экологии, человеческой ответственности и памяти.
Его роман «Франциска», опубликованный в Италии в 1997 году. Посвящен судьбе женщины словенки.
Романы Томиццы посвящены взаимосвязи языков и культур, многоязычия и транснациональности, при этом многоэтническое культурное пространство бывшей монархии Габсбургов часто выступает в качестве значимой точки отсчета. Главные герои живут в двух мирах, разрываясь между культурами.
Произведения Томиццы переводились на многие языки включая немецкий,английский,словенский и прочее.

## Переводы на русский язык
Фульвио Томицца — Переполох в опере, Издательство: Пешком в историю, перевод c итальянского: Богуславская Анна, 2018, ISBN: 978-5-906994-25-7.